# Close to Seven
Close to Seven — пятый студийный альбом немецкой певицы Сандры, выпущенный в феврале 1992 года.

## Об альбоме
Название альбома является отсылкой к предстоящей годовщине начала сольной карьеры певицы. Он был записан в домашней студии Сандры и Михаэля Крету на Ибице, Испания, и продолжил отход от танцевального музыкального стиля и развитие в сторону более медитативного материала, перекликающегося с таким, который Сандра и Михаэль использовали для проекта Enigma. Музыку по большей части написал сам Крету, а тексты в основном принадлежат Клаусу Хиршбургеру. Австрийский музыкант Петер Корнелиус, также задействованный в Enigma, участвовал в написании двух песен; Дэвид Файрштейн был соавтором «No Taboo», а сама Сандра написала текст песни для «When the Rain Doesn’t Come». Партии мужского вокала на пластинке исполнил Энди Йонас, также известный как Энди «Ангел» Харт.
Close to Seven был полностью спродюсирован Михаэлем Крету. Три песни из альбома — «Don’t Be Aggressive», «I Need Love», «No Taboo» — были также выпущены как отдельные синглы.
Композиция «Shadows» — это новая версия песни Крету «Shadows over My Head» из его сольного альбома Moon, Light & Flowers 1979 года.
«Steady Me» — промоушн-сингл альбома — отдельно не выпускался.

## Список композиций
Вся музыка написана Михаэлем Крету, если не указано иное.
| №   | Название                     | Текст песни                     | Музыка                         | Длительность |
| --- | ---------------------------- | ------------------------------- | ------------------------------ | ------------ |
| 1.  | «Don’t Be Aggressive»        | Михаэль Крету, Клаус Хиршбургер |                                | 4:45         |
| 2.  | «Mirrored in Your Eyes»      | Михаэль Крету, Петер Корнелиус  |                                | 3:26         |
| 3.  | «I Need Love»                | Михаэль Крету, Клаус Хиршбургер |                                | 3:24         |
| 4.  | «No Taboo»                   | Михаэль Крету, Дэвид Файрштейн  |                                | 3:50         |
| 5.  | «When the Rain Doesn’t Come» | Сандра Крету, Михаэль Крету     |                                | 4:43         |
| 6.  | «Steady Me»                  | Михаэль Крету, Клаус Хиршбургер | Михаэль Крету, Петер Корнелиус | 3:57         |
| 7.  | «Shadows»                    | Михаэль Крету, Клаус Хиршбургер |                                | 3:50         |
| 8.  | «Seal It Forever»            | Михаэль Крету, Клаус Хиршбургер |                                | 4:51         |
| 9.  | «Love Turns to Pain»         | Михаэль Крету, Клаус Хиршбургер |                                | 4:59         |
| 10. | «Your Way to India»          | Михаэль Крету, Клаус Хиршбургер |                                | 6:01         |

## Участники записи и технический персонал
Приведены по сведениям базы данных Discogs:
- Сандра — ведущий вокал
- Михаэль Крету — продюсирование, звукорежиссура и аранжировки
- Том Леонард — гитара
- Энди «Ангел» Харт — бэк-вокал
- HP Uertz — дизайн обложки (иллюстрация)
- Lmp — дизайн обложки (оформление)
- Джим Ракете[англ.] — фотографии